# Capmany
Capmany település Spanyolországban, Girona tartományban. Capmany Agullana, La Jonquera, Cantallops, Sant Climent Sescebes, Masarac, Biure és Darnius községekkel határos. Lakosainak száma 693 fő (2024).

## Népesség
A település népessége az elmúlt években az alábbi módon változott:
| Lakosok száma | 197  | 910  | 753  | 711  | 426  | 485  | 593  | 612  | 613  | 693  |
|               | 1717 | 1887 | 1936 | 1960 | 1986 | 2004 | 2009 | 2014 | 2019 | 2024 |